# Ulocymus
Ulocymus Simon, 1886 è un genere di ragni appartenente alla famiglia Thomisidae.

## Distribuzione
Le 4 specie note di questo genere sono state rinvenute in America meridionale (3 specie in Brasile ed 1 in Argentina) 

## Tassonomia
Non sono stati esaminati esemplari di questo genere dal 2014.
A gennaio 2015, si compone di 4 specie:
- Ulocymus gounellei Simon, 1886[2] — Brasile
- Ulocymus intermedius Mello-Leitão, 1929 — Brasile
- Ulocymus muricatus (Mello-Leitão, 1942) — Argentina
- Ulocymus sulcatus Mello-Leitão, 1929 — Brasile